# Парада (Паредеш-де-Кора)
Парада (порт. Parada) — район (фрегезия) в Португалии, входит в округ Виана-ду-Каштелу. Является составной частью муниципалитета Паредеш-де-Кора. По старому административному делению входил в провинцию Минью. Входит в экономико-статистический субрегион Минью-Лима, который входит в Северный регион. Население составляет 323 человека на 2001 год. Занимает площадь 4,07 км².
Покровителем района считается Апостол Пётр (порт. São Pedro de Parada).